# Saint-Oyen (Italië)
Saint-Oyen is een gemeente in de Italiaanse regio Aostadal en telt 218 inwoners (31-12-2004). De oppervlakte bedraagt 9,4 km², de bevolkingsdichtheid is 23 inwoners per km².
De naam verwijst naar de heilige Eugendus of Oyend van Condat (5e - 6e eeuw).

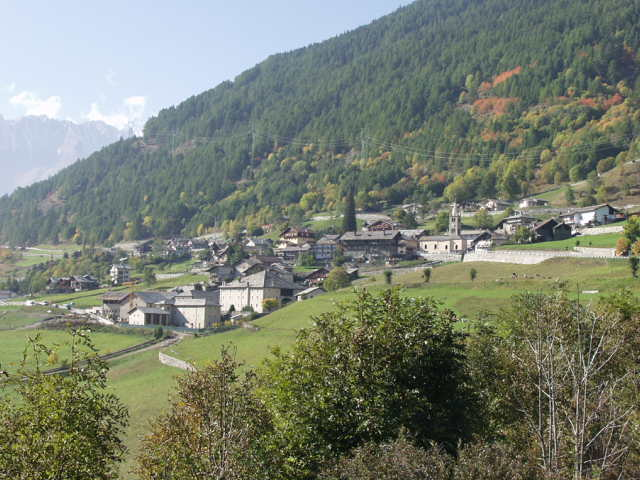
Saint-Oyen
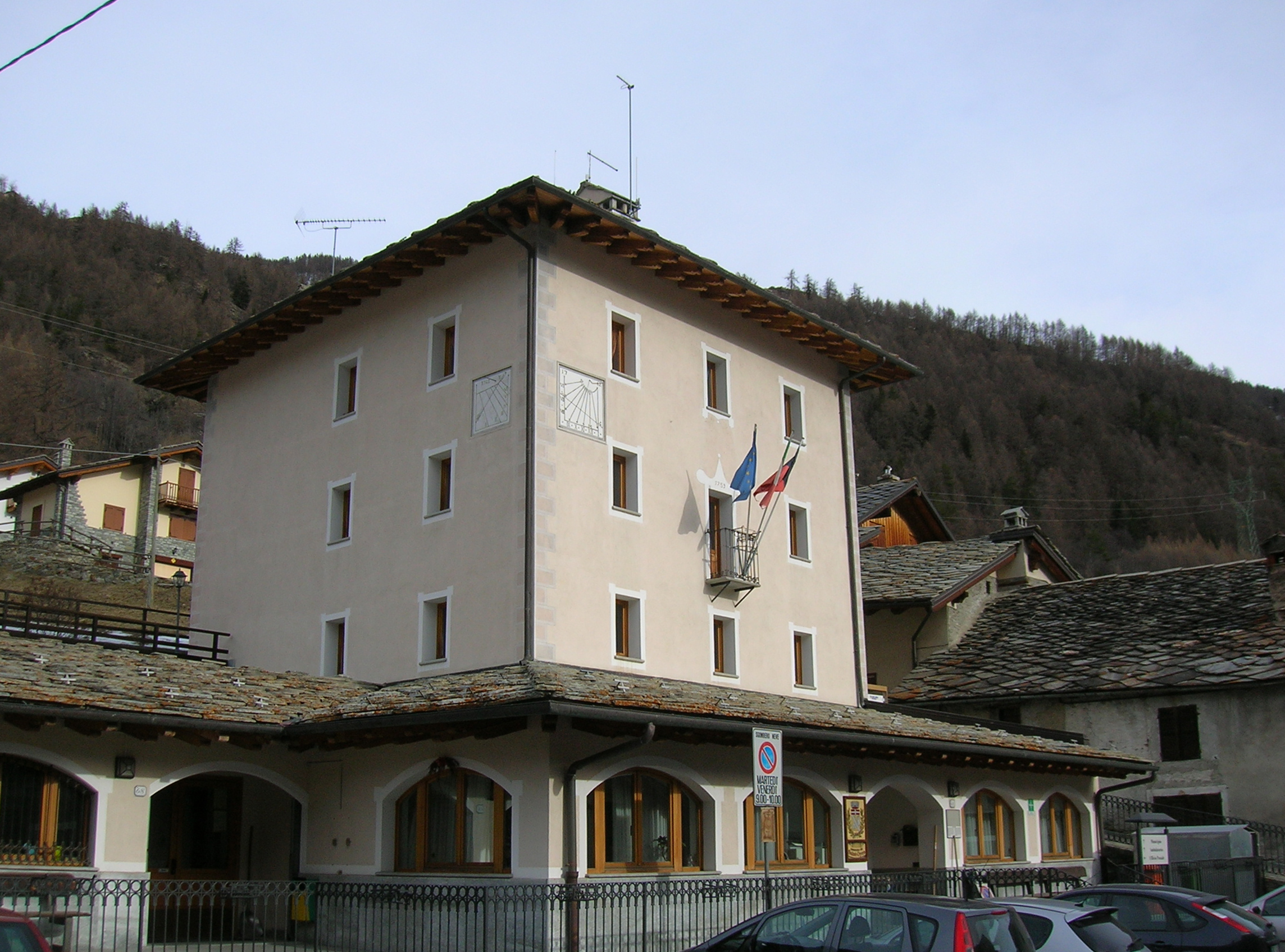
Gemeentehuis

## Demografie
Saint-Oyen telt ongeveer 90 huishoudens. Het aantal inwoners daalde in de periode 1991-2001 met 3,6% volgens cijfers uit de tienjaarlijkse volkstellingen van ISTAT.
| Jaar | Inwoneraantal |
| ---- | ------------- |
| 1991 | 195           |
| 2001 | 188           |

## Geografie
De gemeente ligt op ongeveer 1373 m boven zeeniveau.
Saint-Oyen grenst aan de volgende gemeenten: Bourg-Saint-Pierre, Étroubles, Gignod, Saint-Rhémy-en-Bosses.